# 泉福寺 (安曇野市)
泉福寺（せんぷくじ）は長野県安曇野市にある高野山真言宗の寺院。山号は大穴山。本尊は大日如来。

## 概要
寺伝では治承・寿永の乱で挙兵した木曽義仲が薬師如来を安置したことに由来し、高野山の雲海僧正による開山とあるが、実際には平安時代に安曇郡大穴荘の祈願寺として創建されたとされる。往時は七堂伽藍を完備した大寺院であったが、江戸時代には山崩れや大火によって棄損した。
江戸幕府から朱印15石を安堵され、文化5年（1808年）再建の薬師堂には立川和四郎による彫刻が施されている。方七間の本堂は同7年（1810年）に再建され、寄棟造で正面に禅宗様の向拝を葺きだしている。
仁王門には長野県宝の阿形・吽形の仁王像があり、室町時代のもので寄木造、運慶様式である。　木造金剛力士立像は長野県宝、本堂、薬師堂、絹本十二天画像、絹本不動明王像、紙本武田信玄禁制札は安曇野市有形文化財となっている。

## 文化財
- 木造金剛力士立像（長野県宝）
- 本堂（安曇野市有形文化財）
- 薬師堂（安曇野市有形文化財）
- 絹本十二天画像（安曇野市有形文化財）
- 泉福寺絹本不動明王像（安曇野市有形文化財）
- 紙本武田信玄禁制札（安曇野市有形文化財）

## 交通アクセス
- 長野自動車道安曇野ICから車で30分
- JR篠ノ井線明科駅から車で20分